# Гидроарсенат ртути(I,II)
Гидроарсенат ртути(I,II) — неорганическое соединение,
соль ртути (смешанной валентности) и мышьяковой кислоты
с формулой Hg3(HAsO4)2,
кристаллы.

## Физические свойства
Гидроарсенат ртути(I,II) образует кристаллы
моноклинной сингонии,
пространственная группа C 2/c,
параметры ячейки a = 1,3010 нм, b = 0,8149 нм, c = 0,9496 нм, β = 126,864°, Z = 2
.
В соединении ртуть проявляет смешанную ватентность HgIIHgI2(HAsO4)2.